# Clayton (Nowy Jork)
Clayton – miasto w Stanach Zjednoczonych, w stanie Nowy Jork, w hrabstwie Jefferson.